# Saturn I
El Saturn I fou el primer coet de múltiples motors dels Estats Units. Els seus tancs provenien dels tancs dels coets Júpiter i Redstone i el seu primer tram procedia del míssil SM-64 Navaho.
El Saturn I començà a l'abril del 1957 com concepte de coet pesant, anomenat Juno V per l'Agència de Míssils Balístics de l'Exèrcit (ABMA) dels Estats Units, i fou rebatejat com a Saturn el febrer del 1959. Fou dissenyat per ser construït utilitzant els materials ja existents del Júpiter IRBM i el Redstone MRBM. També utilitzava vuit motors modificats del Thor IRBM, el S-3D, que es diria H-1.
En dissenyar el Saturn I l'ABMA intentava anticipar-se a les necessitats del Departament de Defensa per llançar els nous satèl·lits militars en el període del 1960 al 1962. L'ABMA considerà el Juno V un vehicle de transport general per la investigació i desenvolupament d'armes espacials d'atac i defensa.
Certes tasques específiques foren previstes per les Forces Armades, incloent-hi satèl·lits de navegació per l'Armada dels Estats Units, satèl·lits de reconeixement, comunicacions i meteorològics per l'Exèrcit i la Força Aèria, suport per missions tripulades de la Força Aèria i subministraments superfície a superfície per l'Exèrcit en distàncies de fins a 6400 km. Per la NASA, els plans de l'ABMA consideraven les possibilitats del Juno V com suport per satèl·lits, sondes espacials i estacions espacials, i per proves d'un motor de 6,7MN i altres sistemes de propulsió.
Finalment, el Departament de Defensa decidí que el Saturn I era massa gran i costós per qualsevol missió militar, incloent-hi les tripulades cap a l'espai. També pensaren que els grans vehicles de llançament de la classe Saturn havien de ser responsabilitat de la NASA perquè no hi havia una necessitat militar urgent d'ells.
L'1 de juliol del 1960 l'ABMA fou transferida a la NASA i el Saturn es convertí en part del programa Apollo. El Departament de Defensa se serví dels coets de la família Titan per les seves necessitats, en especial dels Titan III i Titan IV. Un Titan III podia dur la mateixa càrrega útil que un Saturn IB però amb un cost de fabricació i llançament menors.

## El tram S-I
El primer tram, l'S-I, estava compost per vuit motors H-1 pel seu llançament, nou contenidors pels propel·lents, vuit aletes estabilitzadores, l'estructura per suportar els motors i altres components.
Els contenidors pels combustibles eren tancs del Redstone. Quatre per oxigen líquid (LOX), pintats de blanc, i quatre per l'RP-1 (querosè), pintats de negre. Estaven agrupats al voltant d'un tanc central del Júpiter, que contenia LOX.
El motor H-1 tenia una força d'empenyiment de 890 kN, utilitzant LOX com oxidant i RP-1 de combustible. S'utilitzava com impulsor pels coets Delta i Júpiter. Estava dissenyat a partir del míssil Navajo, simplificant-lo i millorant-lo pel Saturn. Posteriorment, la seva força d'empenyiment augmentà a 912 kN. L'H-1 fou el precedent del motor F-1, que seria utilitzat als Saturn V.
Els quatre motors exteriors podien ser dirigits, cosa que significava que s'utilitzaven per guiar adequadament el coet. Tanmateix, això requeria més elements als motors.

## El tram S-IV
El tram S-IV estava impulsat per sis motors RL-10 que podien ser dirigits. El combustible era oxigen líquid (LOX) i hidrogen líquid (LH2). Aquest tram fou construït com una estructura comuna, cosa que significa que cada tanc de propel·lent estava directament connectat a un altre. Això permetia estalviar gairebé deu tones de pes.
El motor RL-10 fou el primer alimentat per hidrogen líquid. Aconseguia un empenyiment de 66,7 kN i, a més del Saturn I, fou utilitzat en alguns coets Atlas i Titan.

### Especificacions
- Alçada: 12,2 m
- Diàmetre: 5,5 m
- Motors: 6 RL-10
- Força d'empenyiment total: 400 kN
- Combustible: hidrogen líquid (LH2)
- Oxidant: oxigen líquid (LOX)
- Durada del vol: 410 segons aprox.
- Altitud: fins a 450 km

## La unitat d'instruments
La unitat d'instruments del Saturn I tenia forma d'anell que s'acoblava a la part superior del segon tram. Aquesta només fou utilitzada en els llançaments del SA-5 al SA-10. L'equip utilitzat a la unitat d'instruments fou utilitzat per provar els conceptes de disseny per la futura unitat d'instruments del Saturn V.
Alguns components de la unitat d'instruments del Saturn I són iguals als utilitzats al Saturn IB. L'ordinador de control i una plataforma inercial eren similars en disseny i funcionament als utilitzats en la versió actualitzada del coet, el Saturn IB. La unitat d'instruments es fabricà al Centre de Vol Espacial Marshall.

### Especificacions
- Alçada: 0,9 m
- Diàmetre: 3,9 m
- Pes: 2.769 kg

## Taula de llançaments dels Saturn I
| Número de sèrie | Missió | Data de llançament      | Notes |
| --------------- | ------ | ----------------------- | --- |
| SA-1            | SA-1   | 27 d'octubre del 1961   | Primer vol de prova. Bloc I. Suborbital. Distància de 398 km, apogeu de 136,5 km. Massa a l'apogeu de 52.500 kg.                                                                                                   |
| SA-2            | SA-2   | 25 d'abril del 1962     | Segon vol de prova. Bloc I. Suborbital. 86.000 kg d'aigua alliberats en un apogeu de 145 km. |
| SA-3            | SA-3   | 16 de novembre del 1962 | Tercer vol de prova. Bloc I. Suborbital. 86.000 kg d'aigua alliberats en un apogeu de 167 km. |
| SA-4            | SA-4   | 28 de març del 1963     | Quart vol de prova. Bloc I. Suborbital. Tram S-IV de prova. Apogeu de 129 km, distància de 400 km. |
| SA-5            | SA-5   | 29 de gener del 1964    | Primer segon tram S-IV real. Òrbita de 760 per 264 km. Massa de 17.550 kg. Caiguda el 30 d'abril del 1966. |
| SA-6            | A-101  | 28 de maig del 1964     | Primer llançament amb l'escut protector Apollo. Bloc II. Órbita de 204 por 179 km. Masa de 17.650 kg. Caiguda de l'escut protector l'1 de juny del 1964.                                                           |
| SA-7            | A-102  | 18 de setembre del 1964 | Segon llançament amb l'escut Apollo. Bloc II. Òrbita de 203 per 178 km. Massa de 16.700 kg. Caiguda de l'escut Apollo el 22 de setembre del 1964.                                                                  |
| SA-9            | A-103  | 16 de febrer del 1965   | Primer satèl·lit Pegasus per l'estudi de micrometeorits. Òrbita de 523 per 430 km. Massa 1.450 kg. Caiguda del Pegasus 1 el 17 de setembre del 1978. Caiguda de l'escut protector Apollo el 10 de juliol del 1985. |
| SA-8            | A-104  | 25 de maig del 1965     | Segon satèl·lit Pegasus. Òrbita de 594 per 467 km. Massa de 1.450 kg. Caiguda del Pegasus 2 el 3 de novembre del 1979. Caiguda de l'escut protector el 8 de juliol del 1989.                                       |
| SA-10           | A-105  | 30 de juliol del 1965   | Tercer satèl·lit Pegasus. Òrbita de 567 per 535 km. Massa de 1.450 kg. Caiguda del Pegasus 3 el 4 d'agost del 1969. Caiguda de l'escut protector el 22 de novembre del 1975.                                       |